# Milotur
Milotur es una empresa de bebidas sin alcohol con sede en Uruguay. 

## Productos de
Produce los jugos concentrados Caribeño, el agua mineral Nativa y los refrescos Nix. Además importa en Uruguay las cervezas Heineken, Schneider, Imperial y Kunstmann.

## Historia
En 1991 comenzó a comercializar Caribeño y Nix en 1997. En 2000, la firma compró la marca de agua mineral Nativa. Las cuales se convirtieron en actores fuertes en Uruguay, enfrentando a los tradicionales líderes Coca-Cola, Pepsi (refrescos) y Salus (agua mineral). En 2018 lanzó la bebida isotónca FullSport.

## Actualidad
Desde 2012, la Compañía Cervecerías Unidas es su principal accionista, tras la adquisición de Milotur y de otras empresas vinculadas a la producción y distribución de sus productos.